# Members of Mayday
Members of Mayday est un groupe allemand de musique électronique formé par Klaus Jankuhn et Maximilian Lenz (plus connu sous le pseudonyme Westbam) en 1991 et séparé en 2014, à l'occasion de Mayday, la plus grosse rave en intérieur d'Allemagne.

## Historique
À partir de 1991, Members of Mayday compose chaque année l'hymne officiel de la rave Mayday qui a lieu dans la nuit du 30 avril au 1er mai au Westfalenhallen de Dortmund en Rhénanie-du-Nord-Westphalie. Les deux premières années, les morceaux sont signés « Westbam », du pseudonyme de Maximilian Lenz. À partir de 1993, ils sont réattribués au groupe Members of Mayday.
En 1997, le groupe se fait connaître au grand public avec le titre Sonic Empire qui rencontre un fort succès en Allemagne.
Le 4 février 2014, WestBam annonce qu’il quitte le groupe.

## Discographie

### Albums
- 1995 Members Only
- 2001 Anthems Of The Decade 1991 - 2001
- 2002 Westbam's Mayday Hymn
- 2009 All In One
- 2010 Live Set Dortmund 2010
- 2011 Liveset 2011